# Ристич, Предраг
Предраг Ристич (серб. кир. Предраг Ристић; 17 января 1931 года – 5 августа 2019 года) — сербский архитектор, профессор. Наиболее известен своими работами в области сакральной архитектуры.

## Биография
Ристич родился в Белграде; его родители были родом из Герцеговины. Отец Петар Ристич был ветераном Первой мировой войны и инженером-механиком. Его родной дом в Сенджаке был конфискован югославскими коммунистическими властями, а отец провёл шесть лет в тюрьме в связи с тем, что был стойким антикоммунистом.
Ристич окончил архитектурный факультет Белградского университета. Его дипломная работа вызвала споры, потому что в ней был представлен «музыкальный зал», но это была адаптированная православная церковь без креста. В 1980 году защитил докторскую диссертацию по архитектуре Лепенски-Вира в Грацском университете.
Во всём мире по проектам Ристича построено более 150 церквей и монастырей. Помимо создания оригинальных проектов, принимал активное участие в реконструкции и отвечал за десятки реконструкций исторических зданий и церквей, в том числе некоторые реконструкции, которые он координировал вблизи первой линии фронта в разгар боснийской войны. Ристич считался лидером в области сакральной архитектуры и знатоком её старых стандартов и техник.
Архитектор преподавал несколько предметов в Академии искусств и консервации Сербской православной церкви с момента её основания. Он также преподавал в университетах Приштины, Вены, Граца и Парижа и выступал в роли автора и искусствоведа для Политики и ряда других журналов и газет.
Вместе с рядом югославских художников, в том числе со своими друзьями Леонидом Шейкой и Олей Иваницкой, основал арт-группу Медиала.
Четырнадцать проектов архитектора были разрушены в югославских войнах, в том числе церковь в хорватском городе Славонски-Брод. В интервью для газеты Данас Ристич утверждал, что церковь в Славонски-Броде была взорвана депутатом хорватского парламента Анте Пркачиным.
В 2012 году опубликовал книгу «Колач», в которой изложил свои взгляды на православную архитектуру.
Ристич умер 5 августа 2019 года после продолжительной болезни. Панихиду по нём провёл митрополит Амфилохий (Радович).
Награждён орденом Святого Саввы и некоторыми другими национальными и международными наградами. Ряд авторов сравнивали его с Момиром Коруновичем из-за влияния на обоих архитекторов сербской средневековой архитектуры и романтизма.

## Книги
- Истина Лепенског Вира (2011)
- Колач (2012)